# Boris Pawlowitsch Konstantinow
Boris Pawlowitsch Konstantinow (russisch Борис Павлович Константинов; * 6. Julijul. / 19. Juli 1910greg. in St. Petersburg; † 9. Juli 1969 in Leningrad) war ein russischer Physiker und Hochschullehrer.

## Leben
Konstantinows Vater Pawel Fedossejewitsch Konstantinow (* 1874) stammte aus einer Bauernfamilie im Gouvernement Kostroma. 1888/1889 ging er nach St. Petersburg, hausierte mit Tee, arbeitete in einer deutschen Bäckerei und wurde 1890 Maler. Dann wurde er Vorarbeiter und schließlich Bauleiter beim Bauunternehmer Kornilow, dessen Kompagnon er 1900 wurde. Er machte sich dann selbständig, übernahm Privat- und Staatsaufträge und wurde ein bedeutender Immobilienbesitzer. 1895 hatte er Agrippina Petrowna Smirnowa (* 1876) geheiratet. Sie bekamen 8 Söhne und 4 Töchter. Drei Kinder starben im frühen Alter. Die überlebenden Kinder mit Boris Pawlowitsch als jüngstes Kind erhielten eine gute Bildung. Nach der Oktoberrevolution kehrte die Familie in das Heimatdorf der Eltern zurück, wo der Vater 1919 an Typhus starb. Im Winter 1920/1921 lebte und lernte Boris Konstantinow in Petrograd. Vom Frühjahr 1921 bis zum Sommer 1922 besuchte er die Schule in Galitsch.
Im Herbst 1924 kehrte die Familie Konstantinow nach Leningrad zurück. Der älteste Sohn Alexander Pawlowitsch Konstantinow (1895–1945) arbeitete bereits im Physikalisch-Technischen Institut (FTI) der Akademie der Wissenschaften der UdSSR (AN-SSSR, seit 1991 Russische Akademie der Wissenschaften (RAN)) im Laboratorium Leon Theremins und entwickelte ein Alarmsystem für Banken und Museen. Boris Konstantinow arbeitete nun als Monteur dieses Systems. Gleichzeitig besuchte er die Arbeiterschule mit Abschluss 1926. Darauf studierte er an der physikalisch-mechanischen Fakultät des  Leningrader Polytechnischen Instituts (LPI) bis 1929, als er aus dem 4. Kurs wegen seiner nicht-proletarischen Herkunft ausgeschlossen wurde. Jedoch konnte er dank der Fürsprache Abram Fjodorowitsch Joffes sein Studium abschließen. Ab 1927 arbeitete er als Lehrer und Laborant im FTI. 1935 wechselte er in die Akustik-Abteilung des Elektrophysikalischen Instituts. 1937 wurde er Laboratoriumsleiter im Forschungsinstitut der Musikindustrie, wo er unter der Leitung Nikolai Nikolajewitsch Andrejews Akustik-Untersuchungen durchführte. Dazu gehörten auch Untersuchungen für die Flugabwehr.
1940 kehrte Konstantinow ins FTI zurück, mit dem er nach Beginn des Deutsch-Sowjetischen Krieges 1941 nach Kasan evakuiert wurde. Er führte die akustischen Untersuchungen für die Flugabwehr fort. Mit den Ergebnissen erstellte er seine Kandidat-Dissertation, die er 1942 verteidigte. Seine Doktor-Dissertation über die Hydrodynamik der Schallentstehung und -ausbreitung in einem begrenzten Medium verteidigte er 1943. Darauf wurde er Laboratoriumsleiter im FTI.
1945 wurde Konstantinow Professor und Leiter des Lehrstuhls für Physik des Leningrader Instituts für Werkzeugmaschinen. 1947 organisierte er den Lehrstuhl für experimentelle Kernphysik des LPI und leitete ihn bis 1951. Im FTI organisierte er und leitete dann das Laboratorium für physikochemische Eigenschaften der Isotope. Er entwickelte die Technologie für die Gewinnung von Lithiumdeuterid für die Thermonuklearindustrie. 1951 gründete er den Lehrstuhl für Physik der Isotope des LPI und leitete ihn bis 1964. 1953 wurde er zum Korrespondierenden Mitglied der AN-SSSR gewählt. 1957 wurde er Direktor des FTI als Nachfolger Anton Panteleimonowitsch Komars. 1960 wurde er Vollmitglied der AN-SSSR. Ab 1963 leitete er die Astrophysik-Abteilung bis zu seinem Tod. Schwerpunkte waren Antimaterie und Gammaastronomie. 1967 schied er aus dem Direktorenamt. Sein Nachfolger wurde Wladimir Maximowitsch Tutschkewitsch. Konstantinow war Autor vielfältiger Veröffentlichungen.
Konstantinow war ab 1966 Vizepräsident der AN-SSSR und leitete ab 1968 das Komitee für Kernphysik der AN-SSSR. Er war Rektor der Leningrader Universität des Wissenschaftlichen Wissens und Mitglied des Redaktionsrates der Großen Sowjetischen Enzyklopädie. Er war Mitglied der KPdSU seit 1959. 1963–1969 war er Abgeordneter des Obersten Sowjets der RSFSR.
Konstantinow wurde auf dem St. Petersburger Bogoslowskoje-Friedhof begraben. Den Grabstein schuf Michail Konstantinowitsch Anikuschin. 1975 wurde vor dem FTI ein Konstantinow-Denkmal aufgestellt. Nach ihm wurde das St. Petersburger Institut für Kernphysik benannt sowie 2006 das Kirowo-Tschepezki-Chemiekombinat in Kirowo-Tschepezk. Ebenso tragen ein Forschungsschiff und ein Wissenschaftspreis des FTI seinen Namen.

## Ehrungen, Preise
- Leninorden (1953, 1967)
- Stalinpreis I. Klasse (1953)
- Held der sozialistischen Arbeit (1954)
- Orden des Roten Banners der Arbeit (1954)
- Leninpreis (1958)[2]